# Telenomus perplexus
Telenomus perplexus är en stekelart som beskrevs av Girault 1906. Telenomus perplexus ingår i släktet Telenomus och familjen Scelionidae. Inga underarter finns listade i Catalogue of Life.